# Agnes Goodsir

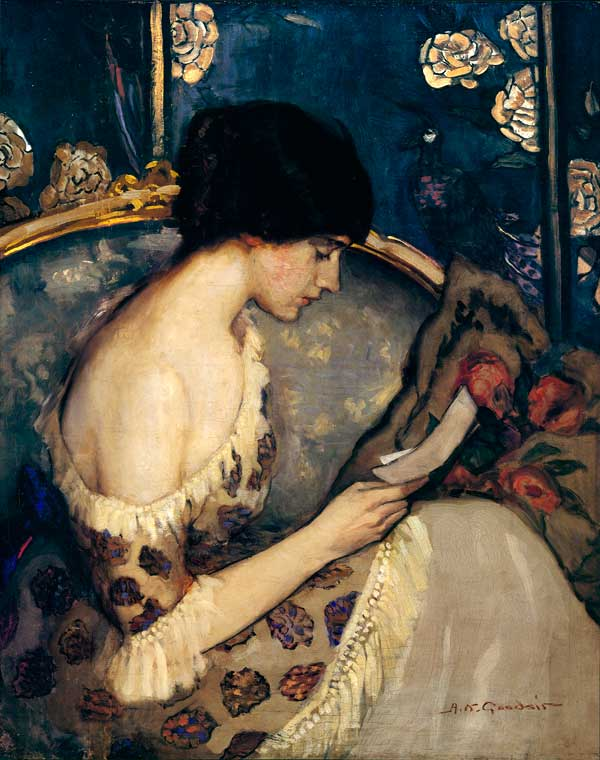
Une lettre du front. Jeune fille sur un divan (vers 1915), localisation inconnue.

Agnes-Noyes Goodsir (Portland, 18 juin 1869 - Paris 16e, 11 août 1939) est une artiste peintre australienne, active à Paris. Elle repose au cimetière parisien de Bagneux div 37

## Biographie
Agnes Goodsir est née à Portland (Victoria) en Australie, au sein d'une famille de onze enfants. Sa mère était Elizabeth Archer (née Tomlins) et son père David James Cook Goodsir était commissaire des douanes à Melbourne.
Sa première formation artistique a commencé avec Arthur T. Woodward à Bendigo, l'École des mines et des industries de 1898 à 1899. En 1899, certains de ses travaux ont été tirés au sort dans l'école de Bendigo ce qui lui a permis de financer en partie ses études à Paris. Après la Seconde Guerre mondiale, des artistes australiens se rendent à Paris et réalisent le Grand Tour. Leur intention est de faire partie de l'effervescence artistique qui y est prégnante. Des peintres comme Rupert Bunny, Stella Bowen (en) et Max Meldrum ont été attirés par l'appel de la Rive Gauche. D'autres, comme Margaret Preston et Grace Crowley (en), ont été inspirés par l'émergence de nouvelles tendances artistiques dans le milieu de l'art parisien d'après-guerre.
Goodsir suit les cours de l'Académie Delécluse, de l'Académie Julian, puis de l'Académie Colarossi. À partir de 1912, elle fait des allers-retours entre Londres et Paris, mais finalement s'installe à Paris en 1921 au 18, rue de l'Odéon. Sa compagne était Rachel Dunn, représentée dans plusieurs de ses peintures, comme La Jupe chinoise de 1933, la Fille à la cigarette de 1925, La Lettre de 1926 et Le Thé du matin de 1925.
Son travail a été reconnu et exposé au Salon des indépendants, et au Salon de la Société nationale des beaux-arts à Paris, de 1905 à 1935, ainsi qu'à l'Académie royale et à l'Institut royal de Londres. Durant un bref retour en Australie en 1927, elle expose à la Macquarie Galeries à Sydney et à la galerie des Beaux-Arts de Melbourne. En 1938, quatre de ses huiles sur toile sont présentées au 150e anniversaire de l'exposition à la NSW National Art Gallery.
Agnes Goodsir, meurt à Paris en 1939. Elle lègue ses peintures à sa compagne Rachel Dunn, qui envoie une quarantaine d'entre-elles à la famille d'Agnes en Australie et d'autres à des galeries australiennes.
Les travaux de Goodsir sont marqués par un fort esprit de composition. Elle privilégie la peinture à l'huile et l'aquarelle. Elle peint un grand nombre de natures mortes et d'intérieurs, son point fort réside cependant dans les portraits. Elle en a réalisé de nombreux dont ceux de Katharine Goodson, Léon Tolstoï, Ellen Terry, Banjo Paterson, Bertrand Russell, Dame Eadith Walker, la comtesse Pinci, ou encore le leader italien Benito Mussolini. La bourse d'études Goodsir de la Bendigo Art Gallery porte son nom en sa mémoire.